# Conrad Homfeld
Conrad Homfeld, född 25 december 1951, är en amerikansk ryttare.
Han tog OS-guld i lagtävlingen i hoppning i samband med de olympiska ridsporttävlingarna 1984 i Los Angeles.